# Spreeweg
Le Spreeweg, ou chemin de la Sprée (autrefois : Spreeallee,  allée de la Sprée) est une voie de Berlin en Allemagne.

## Situation et accès
Il est situé dans le quartier berlinois de Tiergarten et commence à la Grande Étoile par le Tiergarten pour se terminer à la Sprée.

## Origine du nom
Le nom Spreeweg signifie « chemin de la Sprée », en référence à la rivière Sprée qui traverse Berlin.

## Historique

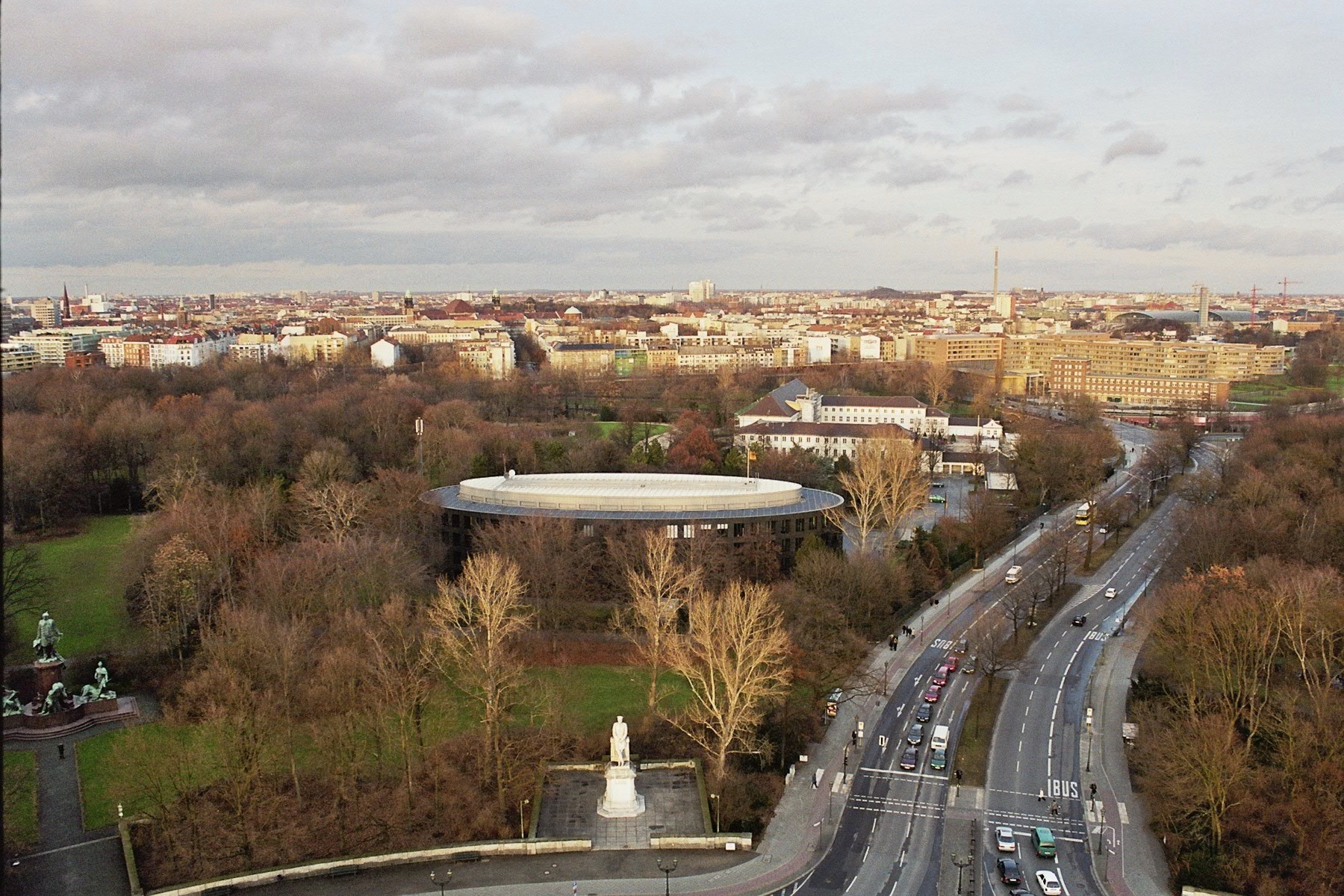
Vue du Spreeweg de la colonne de la Victoire.

Le Spreeweg menait sur les rives de la Sprée à l'est du pont Luther (de) jusqu'à la Zeltenplatz (alors: Kurfürstenplatz). Quand il a été renommé en Schlieffenufer (aujourd'hui: John-Foster-Dulles-Allee (de)) en 1934, le Spreeweg a été raccourci à sa longueur actuelle de la Grande Étoile à la Sprée. 
Le château de Bellevue et l'administration de la présidence fédérale donnent sur le Spreeweg.